# Torodroma
Torodroma (pl. tor (kolejowy); gr. droma – linia, droga) – trasa lotu samolotu, prowadząca wzdłuż torów kolejowych. Pojęcie żartobliwo-żargonowe.
W początkach awiacji lot wzdłuż torów (lub rzek) był często stosowaną metodą nawigacji przez początkujących pilotów lub w warunkach słabej widoczności. Metoda polega na locie wzdłuż linii kolejowych, z kontrolą pozycji na podstawie odczytanych nazw stacji kolejowych.
O lotnikach nawigujących w ten sposób mówiono także, że „latają z torem pod pachą”.